# Bea Tormo
Bea Tormo es una historietista y artista gráfica española. Su carrera como autora abarca géneros como la fantasía, la comedia y el cómic independiente, así como la participación en antologías de cómic. Entre sus obras se encuentran Eva hace lo que puede, EGB vs. ESO y el fanzine Flistober.

## Primeros años y biografía
Bea Tormo es natural de Logroño, dónde también realizó un grado superior de Ilustración.
Desde una etapa muy temprana en su carrera se caracterizó por su defensa de las redes sociales como forma de mostrar su obra y hacerse un hueco en el medio.

### ¡Caramba!
- El diccionario ilustrado de la democracia española 1975-2015 (2015)

### Astiberri
- Leyendas urbanas #4 (2014; Antología)
- ¿Que es el humor? Orgullo y Satisfacción (2016; Antología)

### Autoedición
- El Vosque #4 (2014; Dibujante)
- Fuera de mi zona de confort (2017)
- Flistober (2017-2018)
- Mugre (2018)
- Veranormal (2018)

### Café con leche
- Sextories - Historias con chicha #6 (2022; Antología)

### Dibbuks
- Usted está aquí (2011; Antología)
- Mastodonte (2014; Antología)

### Ediciones La Cúpula
- Voltio #2 (2016; Antología)

### Libros de Autoengaño
- Tinta de guatiné (2014; Antología)

### Norma Editorial
- Vinómics. Relatos gráficos con sabor a buen vino (2018; Antología)

### Ominiky Ediciones
- El Supergrupo. Las ocho caras del Supergrupo (2018; Antología)

### Orgullo y Satisfacción
- Especial Orgullo y Satisfacción (2015; Antología)[5]

### Panoli Creaciones
- Muy raras (2019; Antología)

### Planeta Cómic
- EGB vs. ESO (2014)
- Diferente (2017; Antología)

### Publicaciones Chocoplanet
- La máquina de albóndigas. Fanzine de las series #10, #12 (Antología; 2019-2021)